# Saint-Edmond
Saint-Edmond è un comune francese di 375 abitanti situato nel dipartimento della Saona e Loira nella regione della Borgogna-Franca Contea.

## Società

### Evoluzione demografica
Abitanti censiti